# Рамадан у Російській Федерації

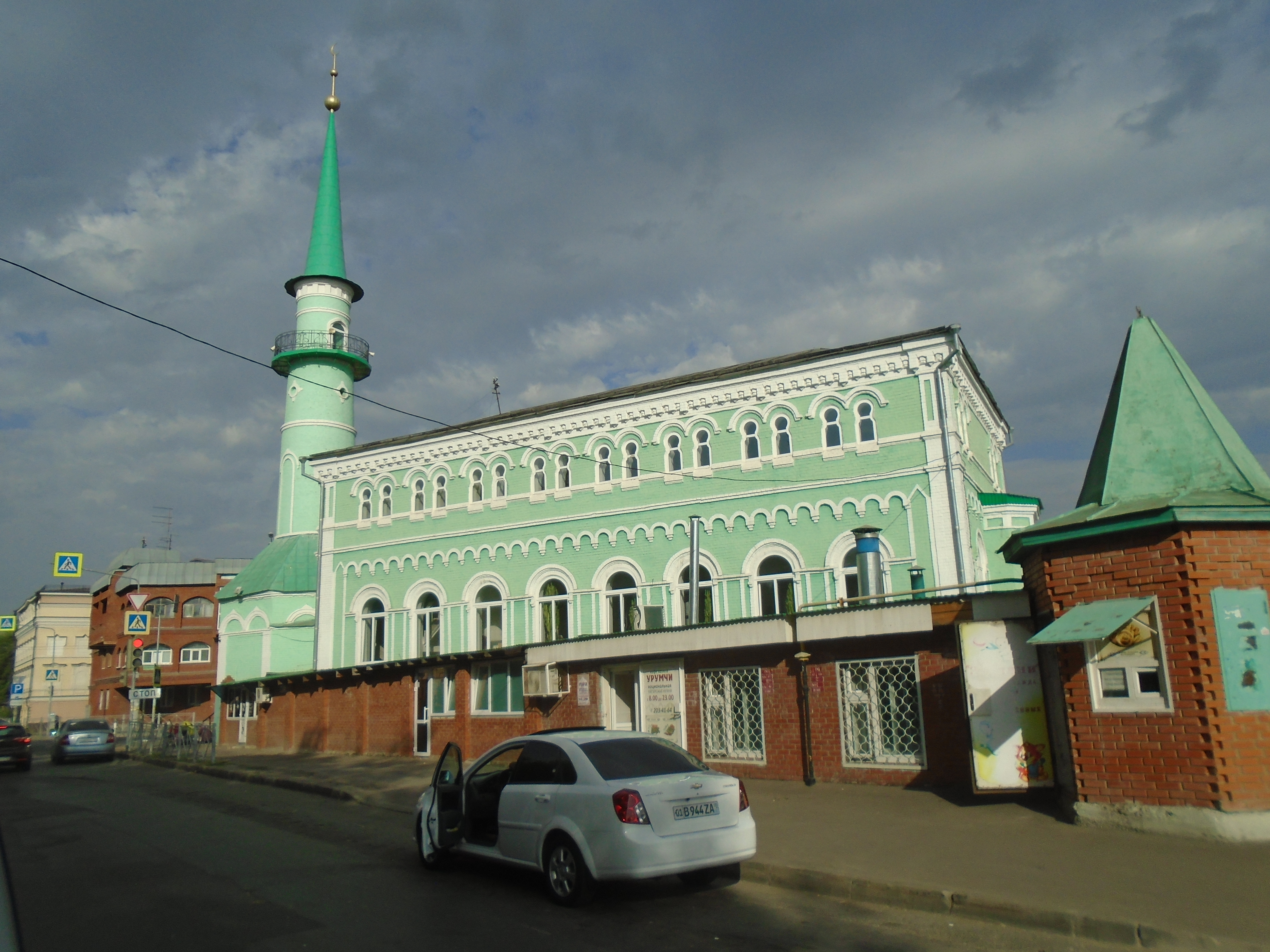
Мечеть Султана в Росії, де виконуються ісламські ритуали, зокрема молитви таравіх під час Рамадану.

Рамадан у Російській Федерації — дев'ятий місяць ісламського календаря, який має особливе значення для мусульман, що проживають на території країни. У цей період віряни дотримуються суворого посту від світанку до заходу сонця, відмовляючись від їжі та пиття. Рамадан у Російській Федерації має давню історію та відображає особливості російсько-ісламських традицій.

## Історія та розвиток
Історія Рамадану в Російській Федерації налічує кілька століть, оскільки відносини між ісламом і Московією почалися ще в середньовіччя. Ісламські громади в Росії розвивалися з плином часу, відчуваючи зростання чисельності, організації та релігійних практик.
Іслам є другою за чисельністю релігією в країні. Кавказькі та поволжські регіони Російської Федерації є мусульманським оплотом і під час Рамадану пропонують унікальний культурний досвід. Мусульманська громада федерації може вільно дотримуватися своїх релігійних обрядів та брати участь у громадських заходах, організованих протягом священного місяця.

## Звичаї та традиції
Мусульмани Російської Федерації відзначають Рамадан відповідно до своєї культури й традицій. Рамадан у федерації має чимало унікальних звичаїв та традицій, таких як виконання молитви таравіх у мечетях. У містах Російської федерації, таких як Москва, Казань і Грозний, групи встановлюють прикраси на Рамадан і проводять спеціальні заходи.
Однією з унікальних проблем для деяких російських мусульман є те, що коли місяць припадає на травень і липень, подовжений світловий день — у Санкт-Петербурзі іноді до 22 годин сонячного світла — різко подовжує піст у Рамадан.
У Татарстані на Ураза-байрам традиційно готують млинці.

## Релігійне та культурне співіснування
Російська Федерація є місцем релігійного та культурного співіснування між мусульманами та немусульманами під час Рамадану. Уряд Російської Федерації передбачив спеціальні місця для розговіння в громадських місцях. Під час Рамадану проводять міжконфесійні заходи для зміцнення взаєморозуміння й толерантності.
Рамазан-байрам, кінець Рамадану, є державним святом у республіках федерації з мусульманським населенням, таких як Татарстан.

## Мечеті та релігійні обряди
У Російській Федерації розташовано багато історичних і сучасних мечетей, які відображають культурне та релігійне розмаїття мусульман країни. У мечетях Російської Федерації проводять різноманітні релігійні заходи, включаючи спільні молитви, лекції та читання Корану. Під час Рамадану в мечетях організовуються різноманітні релігійні та соціальні заходи, зокрема групові іфтари та пожертвування бідним і нужденним.
У 2024 році у Соборній мечеті Москви Ід аль-Фітр відзначили 180 000 вірян.